# 拉马苏哈
拉马苏哈（羅馬化：Ramasukha）是俄罗斯布良斯克州的市级镇，属波切普区，位于同名河流河畔，在州府布良斯克西南。
该地2021年人口有383人；2010年人口481；2002年人口564；1989年人口631。